# أشوك داس
أشوك داس (بالهندية: ashok؛ بالإنجليزية: Ashok Das) هو فيزيائي هندي، ولد في 23 مارس 1953 في بوري في الهند.